# Завод технічного вуглецю в Курнеллі
Завод технічного вуглецю в Курнеллі – колишній виробничий майданчик на сході Австралії, що діяв у передмісті Сіднею.
Завод, який ввела в дію у 1966 році компанія Continental Carbon Australia, первісно мав річну потужність у 13,5 тисяч тонн. Станом на 1982 рік цей показник зріс та рахувався вже як 23,2 тисячі тонн.
Як сировину для виробництва сажі використовували побічні продукти місцевого нафтопереробного заводу.
Шинна промисловість традиційно є найбільшим споживачем технічного вуглецю. В 2010 році припинив діяльність останній австралійський шинний завод, що спонукало компанію Koppers Holdings Inc (материнська структура Continental Carbon Australia) оглосити про закриття заводу технічного вуглецю в Курнеллі наприкінці 2011 року.